# Pukebergs glasbruk

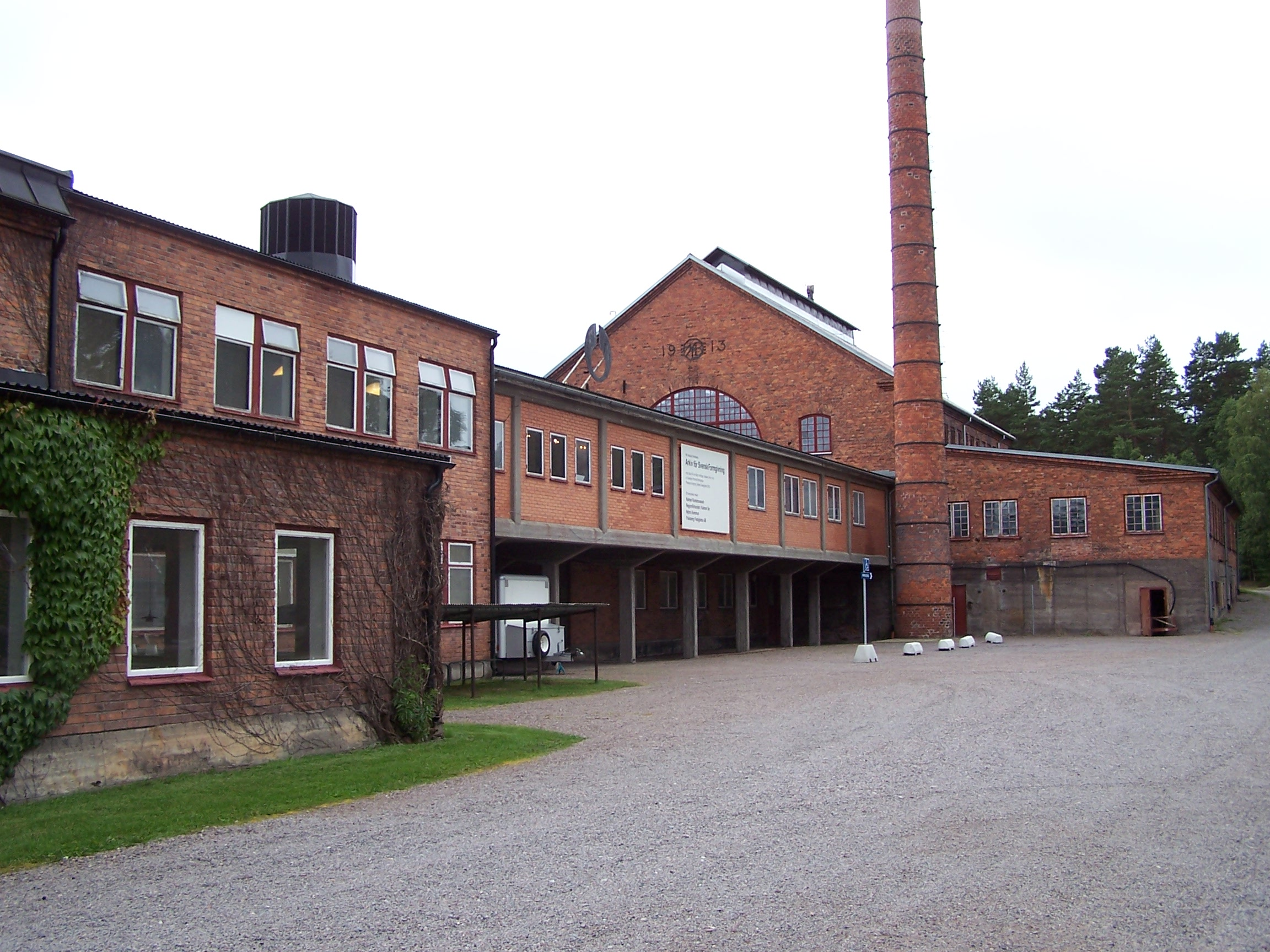
Vy mot konserthyttan på Pukebergs glasbruk.

Pukebergs glasbruk var ett av de större glasbruken i den småländska glasbruksregionen glasriket. På 1960-talet var Pukeberg det tredje äldsta fortfarande verksamma glasbruket efter Kosta glasbruk och Boda glasbruk. Numera tjänar glasbruksmiljön i Pukeberg som mötesplats där flertal verksamheter inom konst, konsthantverk och design är belägna. Bruket är beläget i Nybro i Kalmar län.

## Historia
Pukebergs glasbruk grundades år 1871 av glasblåsarmästarna Conrad Wilhelm Nyström och två kompanjoner som var vid glasbruket i Kosta. De knöt kontakter med lantbrukaren Jonas Bergstrand, Madesjö socken, som ägde den mark vid Pukeberg där glasbruket anlades.
Med tiden blev Nyström enda ägare till glasbruket. Efter att han var tvungen att begära glasbruket i konkurs år 1894, då bruket hade cirka 450 anställda, köptes det av Arvid Böhlmark och blev fyra år senare en del av Aktiebolaget Arvid Böhlmarks Lampfabrik i Stockholm. Böhlmarks hade länge varit brukets största kund.
En omfattande brand år 1895 ödelade i stort sett hela bruksområdet utom disponentbostaden varefter en ny hytta med modern utrustning byggdes upp. Denna gång av tegel istället för trä för att minska risken för nya bränder. Verksamheten expanderade kraftigt de följande åren i takt med ökande efterfrågan på glas till belysningsarmatur. Verksamhetens export ökade under perioden 1905–1930 då ingenjör Erik Löthner var chef för bruket och Klas Österlund var vd för Böhlmarks. År 1913 byggdes produktionsanläggningen ut med ännu en hytta. Beslutet togs delvis med anledning av att bruket fick en stororder på dricksglas från välrenommerade firman Mortimer i London.
Pukebergs tidigaste produktion utgjordes främst av butelj- och hushållsglas. Snart upptogs produktion av glas till belysningsarmatur, lampkupor och oljehus för fotogenlampor, där Böhlmarks hade stor avsättning. Tidigt producerade bruket också pressglas (tallrikar, assietter, skålar, dricksglas, vinglas, socker- och gräddskålar, karotter och ljusstakar).
Idag är glasbrukskomplexet främst ett industriminne. Här drivs också en viss småskalig produktion.
Puke är ett annat ord för liten djävul och enligt sägnen kommer platsens namn av att det bodde en sådan i berget intill.

## Bildgalleri

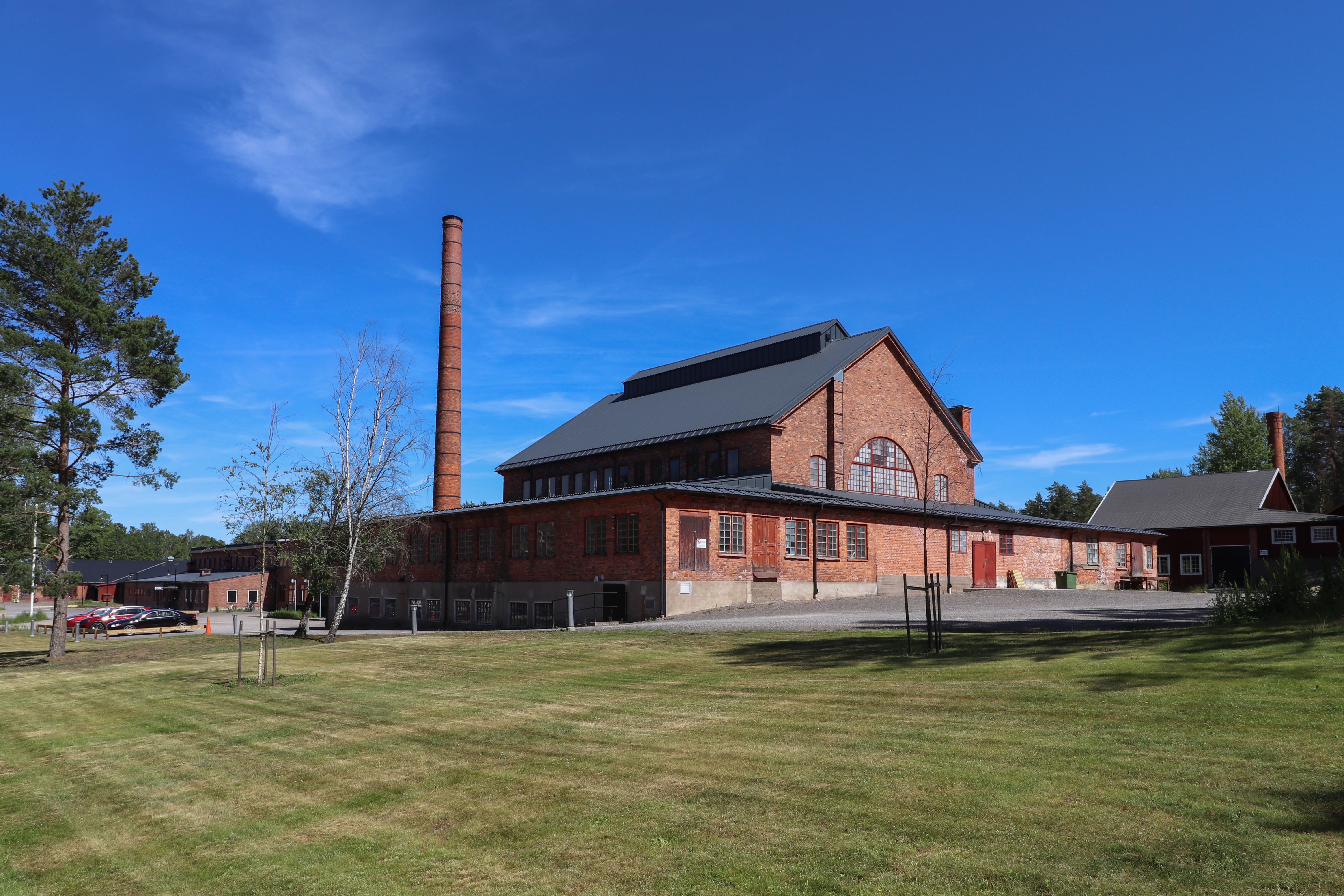
Glasbruket
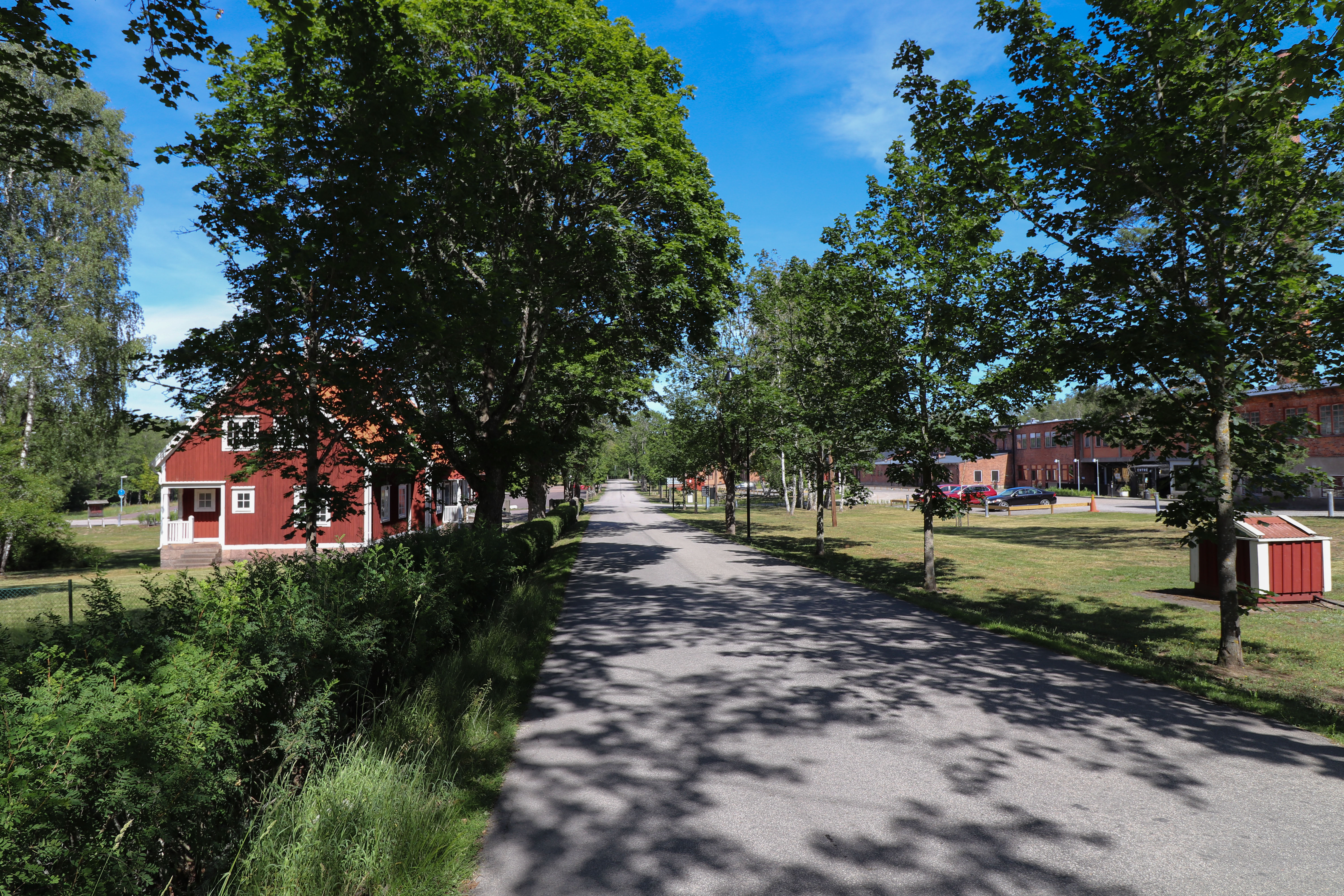
Bruksgatan
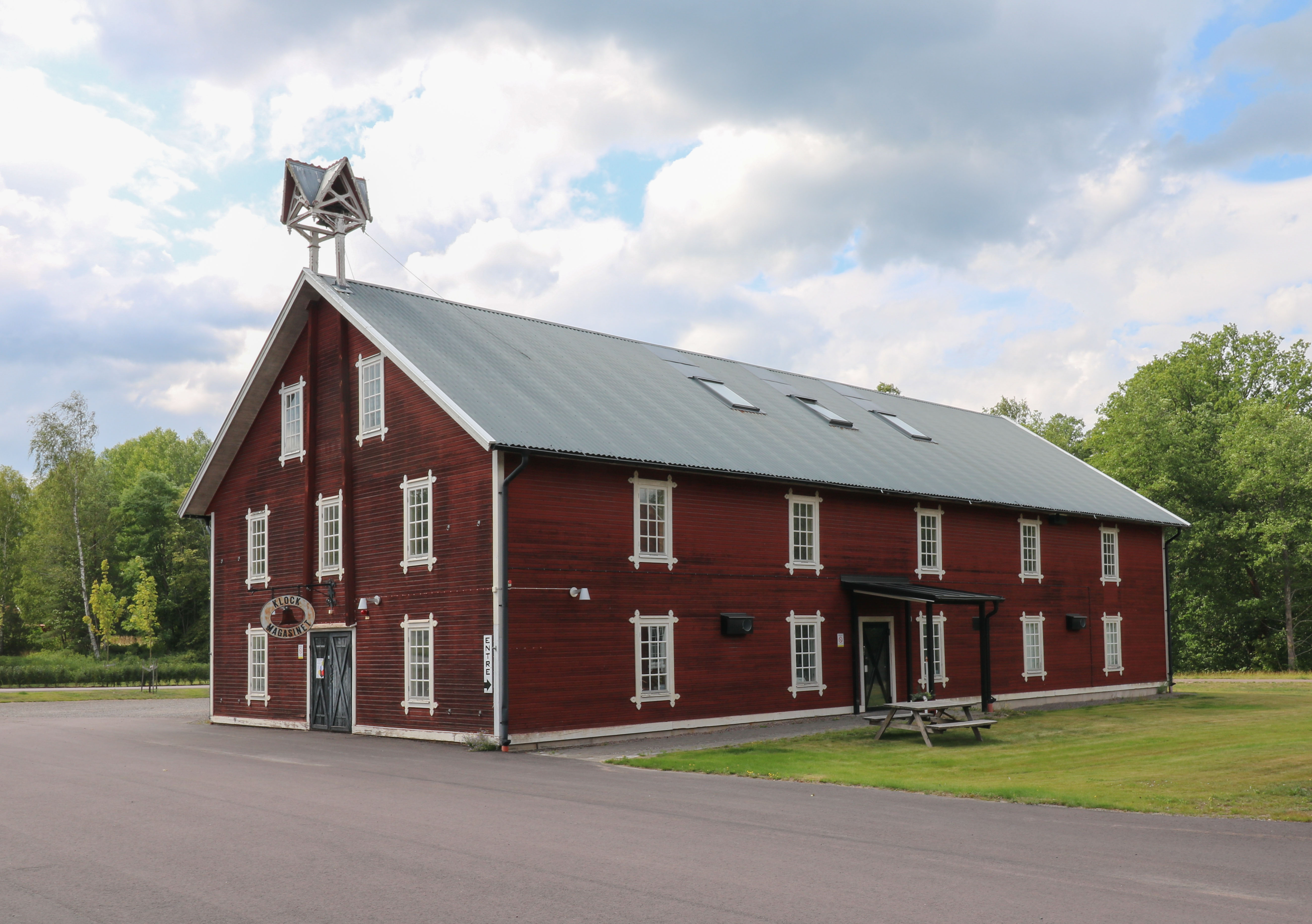
I Klockmagasinet finns Riksglasskolan
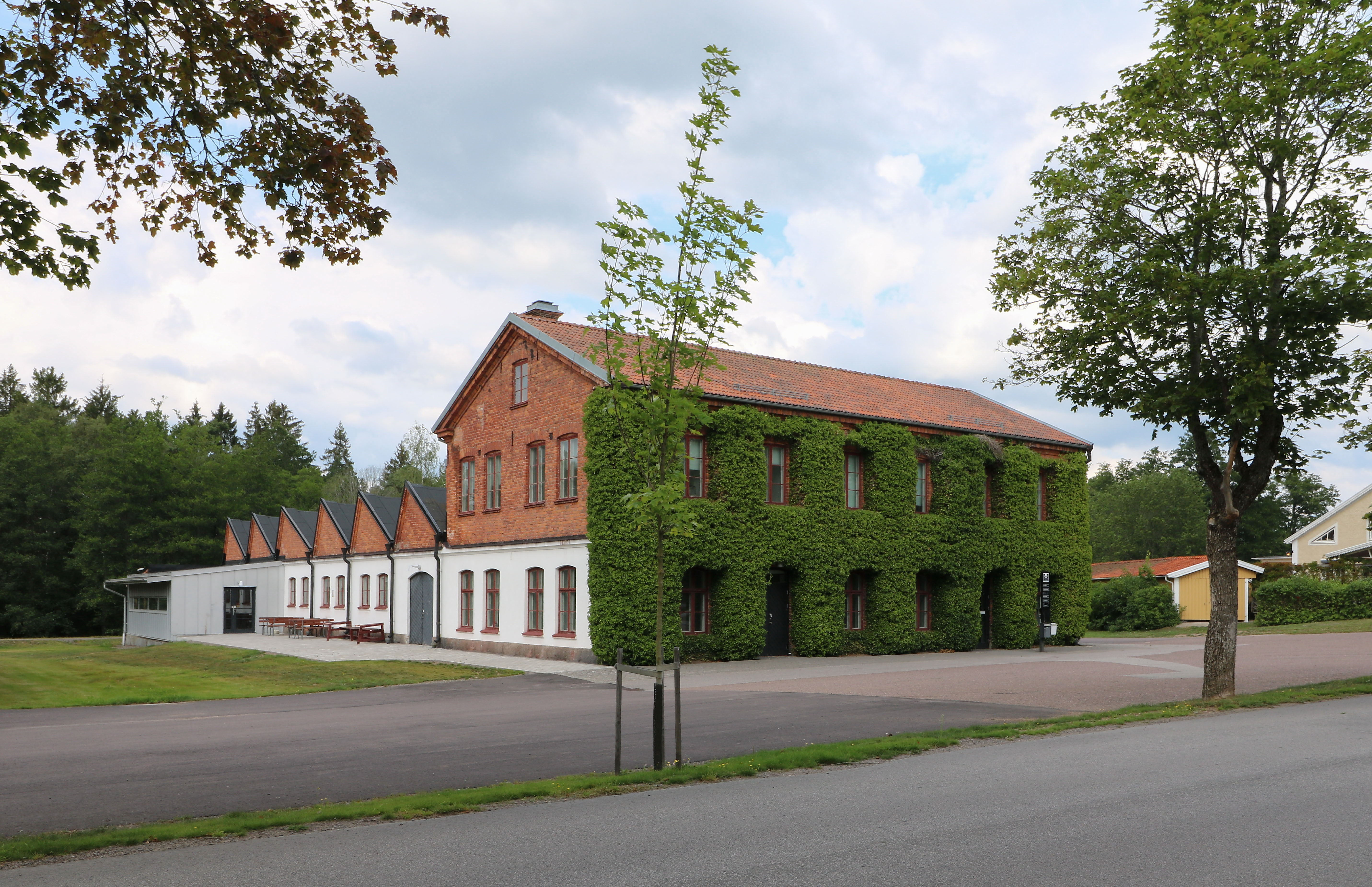
Gamla sliperiet inrymmer bland annat Linnéuniversitetet
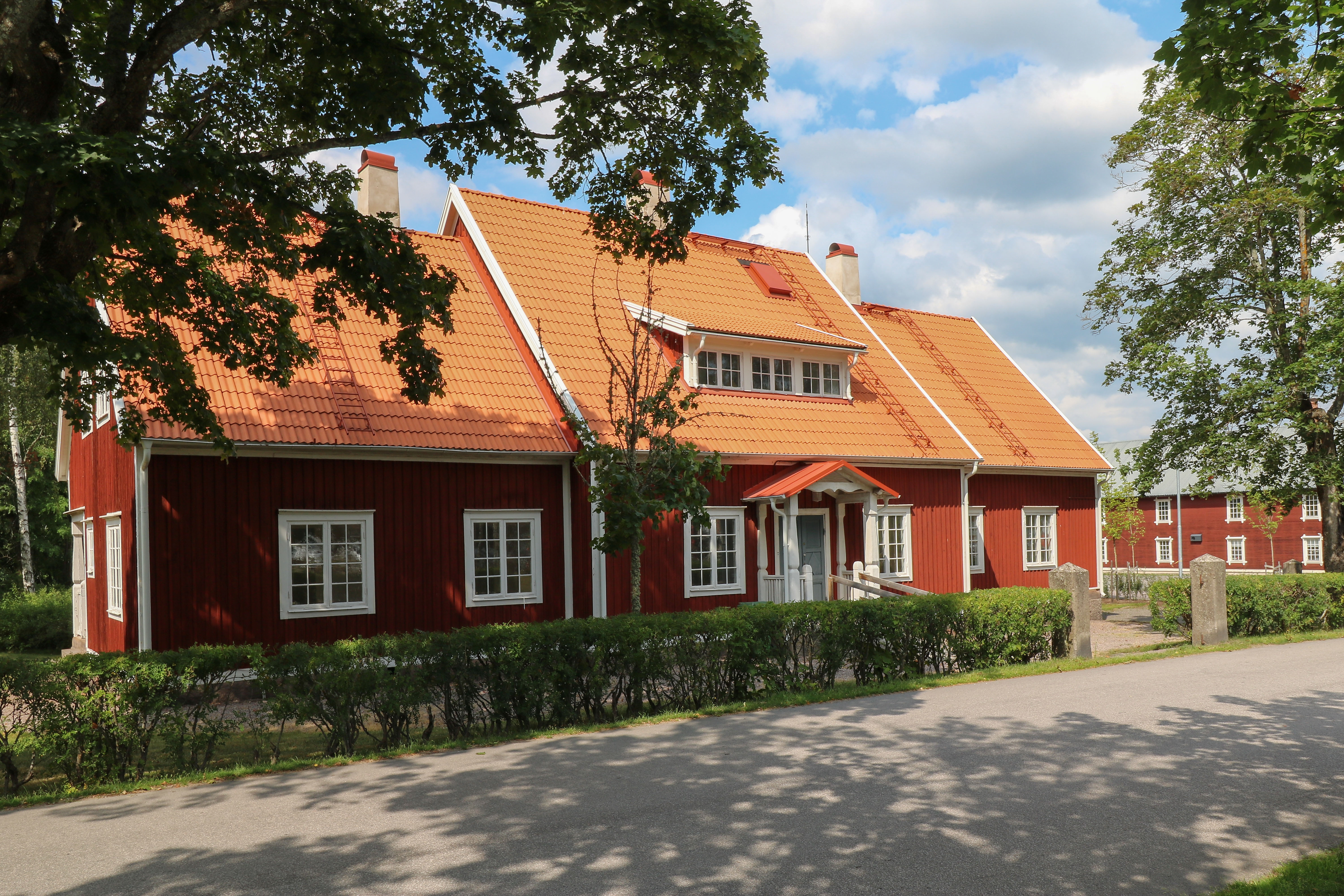
I byggnaden verkar Nybro konstförening
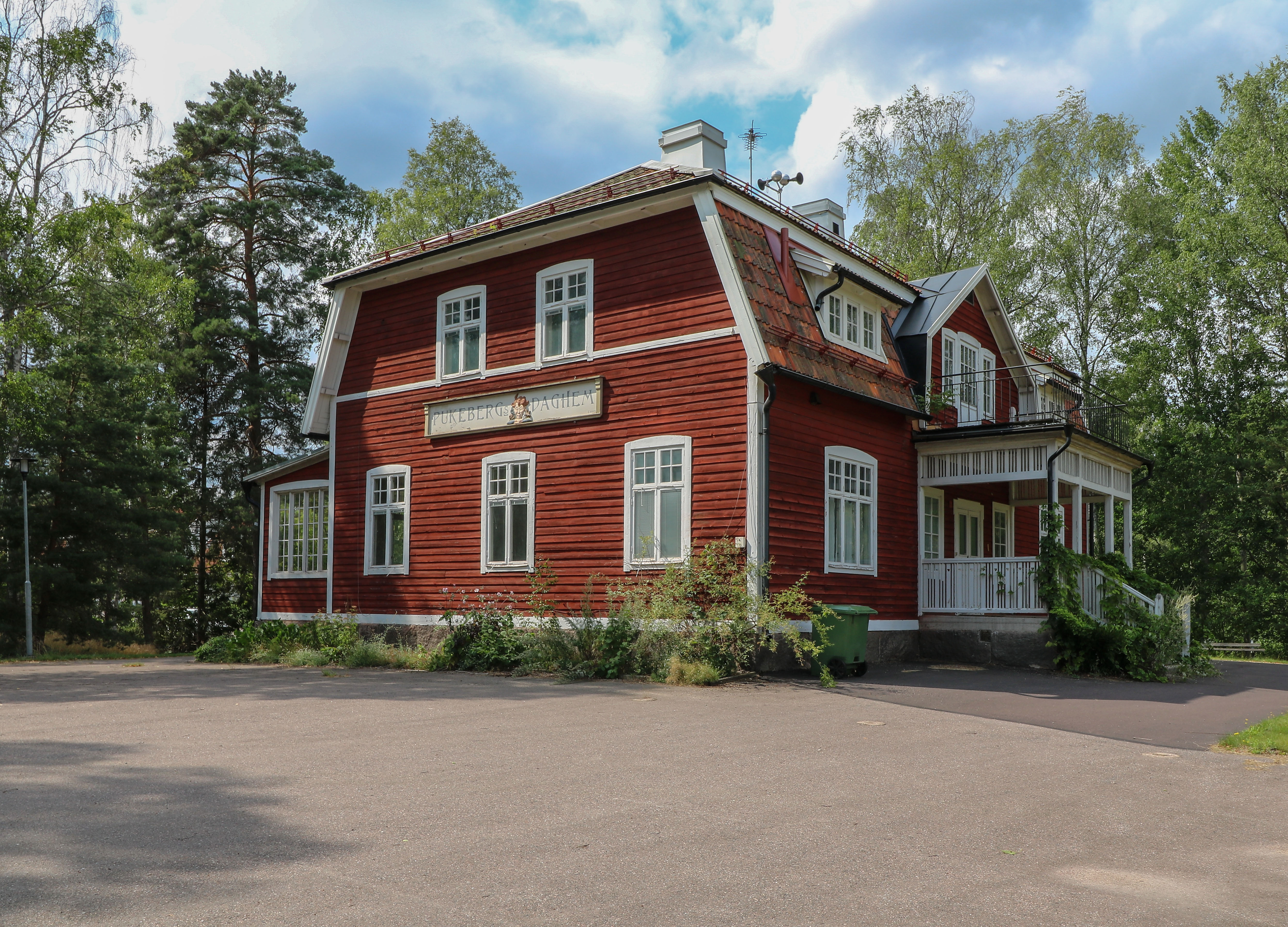
Pukebergs daghem
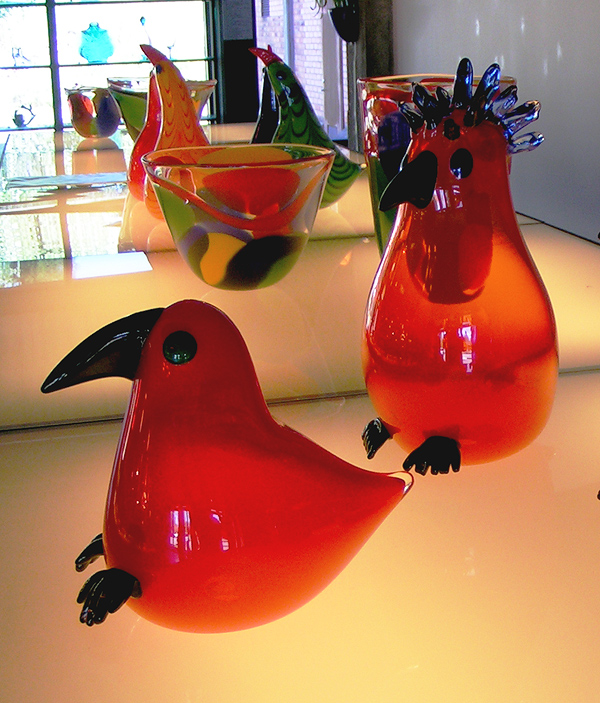
Kollektion från Pukeberg